# Ship Nunatak
Ship Nunatak är en nunatak i Antarktis. Den ligger i Östantarktis. Australien gör anspråk på området. Toppen på Ship Nunatak är 2 032 meter över havet, eller 78 meter över den omgivande terrängen. Bredden vid basen är 3,3 km.
Terrängen runt Ship Nunatak är platt åt nordväst, men åt sydost är den kuperad. Trakten är obefolkad. Det finns inga samhällen i närheten.